# De Acht (televisieprogramma)
De Acht was een televisieprogramma op de Nederlandse televisiezender Tien dat vanaf 26 mei 2007 werd uitgezonden.
In dit televisieprogramma zochten drie coaches (Nico Rienks, Henk-Jan Zwolle en Geert-Jan Derksen) acht roeiers die het allerbeste uit zich zelf wilden halen.
De mannen van de acht kwamen uit als eerstejaars zware ploegen voor Okeanos Amsterdam. Okeanos Amsterdam is een studentenroeivereniging gevestigd aan de Bosbaan te Amsterdam. Door de 8+ werd deelgenomen aan het eerstejaarsklassement en de 4+ deed mee in het beginneling/nieuwelingveld.
De Acht won in het 'langebaanseizoen' de Heineken roeivierkamp en voer een ongeslagen 2 kilometerseizoen. Ook lukte het De Acht het 8 jaar oude eerstejaarsrecord van Skøll '99 te verbreken. Het eerstejaarsrecord stond sinds de slotwedstrijden 2007 op 5.46,18

## Kandidaten

### Stuurvrouw
- Ae-Ri Noort

### Roeiers
- Thijs Bosgoed
- Mechiel Versluis
- Frederik Broekhuijsen
- Sietse van der Werf
- Rens Alders
- Wijnand Mulder
- Derk Hoekert
- Maarten van den Akker

### Schaduw Vier
- Lars Veul
- Frits Eggink
- Jeroen Kraan
- Geert Heuterman
- Tjerk Opstal (stuurman)